# Кампо Лунго (Латина)
Кампо Лунго је насеље у Италији у округу Латина, региону Лацио.
Према процени из 2011. у насељу је живело 217 становника. Насеље се налази на надморској висини од 25 м.